# La fata di Saint Menard
La fata di Saint Menard (Die Fee von Saint Ménard) è un film muto del 1919 prodotto e diretto da Erik Lund.

## Produzione
Il film fu prodotto dalla Ring-Film GmbH (Berlin).

## Distribuzione
Uscì nelle sale cinematografiche tedesche con il visto di censura del giugno 1919. Il film venne presentato in prima al BTL Potsdamer Straße di Berlino nel 1920.